# Chone magna
Chone magna är en ringmaskart som först beskrevs av Moore 1923.  Chone magna ingår i släktet Chone och familjen Sabellidae. Inga underarter finns listade i Catalogue of Life.